# フランケンシュタイン・コンプレックス
フランケンシュタイン・コンプレックス (英: Frankenstein Complex) とは、創造主（アブラハムの宗教の“神”）に成り代わって人造人間やロボットといった被造物（=生命）を創造することへのあこがれと、さらにはその被造物によって創造主である人間が滅ぼされるのではないかという恐れが入り混じった複雑な感情・心理のこと。
メアリー・シェリーの小説『フランケンシュタイン』に由来する言葉で、SF作家アイザック・アシモフが名付けた。このロボットに対する人間の潜在的な恐怖が、ロボット工学三原則を生み出したということになっている。また、この恐怖と労働者の経済利害が合わさった結果、アシモフのロボットSFの作品中では、地球上でのロボットの使用が原則的に禁止されている。

## 関連図書
- 『フランケンシュタイン・コンプレックス』（小野俊太郎、青草書房、2009年）
- 阿部美春『フランケンシュタイン・コンプレックス』、吉田純子編『身体で読むファンタジー フランケンシュタインからもののけ姫まで』（人文書院、2004年）